# Bahía de Málaga
La bahía de Málaga, también llamada Ensenada de Málaga, es una bahía situada en el sur de España, en el mar de Alborán, cerrada al este por el promontorio de El Cantal, entre La Cala del Moral y el Rincón de la Victoria, y al oeste por Puerto Marina, en Benalmádena. Sus riberas pertenecen a los municipios de Rincón de la Victoria, Málaga, Torremolinos y Benalmádena, todos ellos en la provincia de Málaga.

## Ecología y biología
Gran parte de la bahía forma parte de la Zona de Especial Protección para las Aves (ZEPA) ES0000504 Bahía de Málaga-Cerro Gordo, cuyas aguas 
destacan por su gran productividad de pequeños peces pelágicos costeros como la sardina (Sardina pilchardus) y el boquerón (Engraulis encrasicolus) que sustentan importantes comunidades de depredadores como el delfín común (Delphinus delphis), la gaviota cabecinegra, la pardela balear y el alcatraz atlántico.

## Arqueología submarina
La zona subacuática de la bahía es una zona rica en yacimientos arqueológicos, debido a que sus costas han tenido asentamientos humanos desde época fenicia. Su puerto ha tenido una gran actividad comercial y ha sido escenario de diversos episodios navales, constatados a través de las fuentes documentales. Son abundantes las referencias sobre naufragios acaecidos en el interior del puerto y en sus proximidades. Así, durante el dragado del puerto llevado a cabo en 1874, se extrajo un cepo romano. Por otro lado, en el transcurso de las obras de remodelación del puerto de Málaga llevadas a cabo entre los años 1997 y 1998, se localizaron y extrajeron unas 50 ánforas de época romana. 

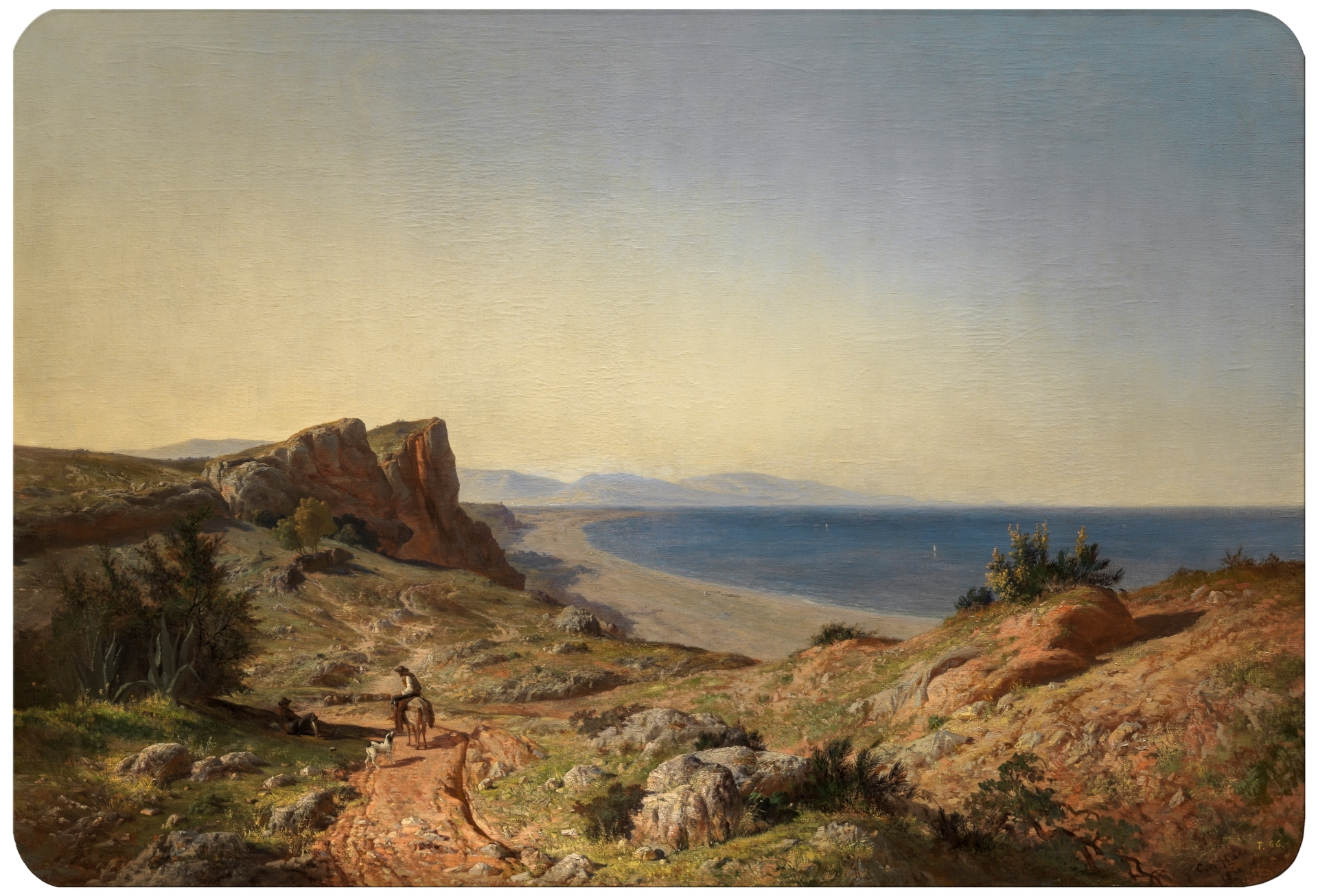
Vista de la bahía de Málaga desde Torremolinos en el siglo XIX.

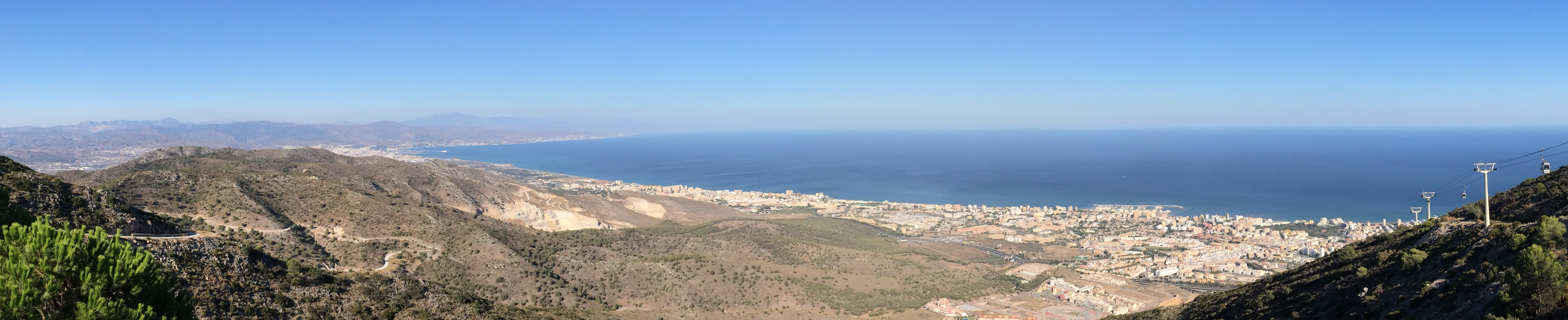
Panorámica de la bahía de Málaga desde el Monte Calamorro.

El resto de la información hace referencia a distintos episodios marítimos de relevancia histórica y a naufragios. De todas estas noticias destacan: la batalla naval de Málaga de 1483-1487; el naufragio de una nave pirata en 1611; el combate naval de Málaga de 1656, con el hundimiento de una nave berberisca en enfrentamiento con flota genovesa; el bombardeo inglés de Málaga de 1656, en el que se hundieron tres navíos y dos galeras; el encallamiento de tres navíos en playa de San Andrés en 1661; el naufragio de un navío en el Torreón del Obispo de 1683; el bombardeo francés de 1693 que produjo el hundimiento de diez embarcaciones frente a la Puerta del Mar; el hundimiento de tres embarcaciones en batalla naval frente a Málaga entre escuadras francesas y la anglo-holandesa en 1704; el naufragio del navío "El Conquistador" en 1736; el naufragio del navío "Nuestra Señora de la Concepción" en 1754; el hundimiento del barco de guerra "Castilla" el año 1755; el hundimiento del navío corsario argelino en 1759; el naufragio por temporal de la balandra y del bergantín, "Triunfo de María" en 1785; los naufragios a causa del temporal de la goleta "Nueve de Mayo", del bergantín goleta francés "Favourite", del laúd "Nuestra Señora del Carmen", de las goletas "Nicolasa" y "Tuguidao", del bergantín goleta "Hernán Cortés", del laúd San Antonio y de la barca rusa "Constanza", todos ellos en 1852; el incendio y posterior hundimiento del buque de suministro "Génova" en 1859; el naufragio de la goleta "¿Qué dirán?" en 1860, a causa del temporal; el naufragio del vapor mercante en 1874; el naufragio de la balandra "Felanich" en 1888; la goleta inglesa "Charles Napier", que quedó varada en la playa de San Andrés en 1893; el naufragio a causa del temporal del laúd "San Antonio" en 1901 y el incendio y posterior hundimiento del vapor correo de África, "Sagunto", en 1917.